# Jogos Sul-Americanos de Praia de 2014
Os Jogos Sul-Americanos de Praia de 2014 foram a terceira edição do evento multiesportivo realizado entre os comitês olímpicos nacionais membros da Organização Desportiva Sul-Americana (ODESUR). O evento ocorreria na cidade de Vargas, na Venezuela, entre 3 e 13 de dezembro. Entretanto, por falta de passagens aéreas suficientes, foi decidido que o evento ocorresse de 14 a 24 de maio de 2014.

## Esportes
O Comitê Olímpico Venezuelano (COV) pleiteou a inclusão de cinco novas modalidades: luta de arena, tênis de praia, basquete de praia, apneia e mergulho. Em congresso em Santiago, no Chile, em junho de 2012, a ODESUR aprovou duas das propostas, o tênis de praia e o basquete de praia, que se somam aos nove disputados na edição anterior. Assim, onze modalidades compõe o programa dos Jogos:
| - Basquete de praia - Esqui aquático - Futebol de areia - Handebol de praia | - Natação - Rugby de praia - Surfe - Tênis de praia | - Triatlo - Vela - Voleibol de praia |

## Países participantes
Quatorze dos quinze países filiados à ODESUL participaram do evento (entre parênteses o número de atletas):
| - Aruba - Argentina - Bolívia - Brasil | - Chile - Colômbia - Equador - Guiana | - Panamá - Paraguai - Peru - Suriname | - Uruguai - Venezuela |

## Calendário
Este foi o calendário dos Jogos:

## Quadro de medalhas
País sede destacado.
| Ordem | País      |    |    |    | Total |
| 1     | Venezuela | 10 | 13 | 8  | 31    |
| 2     | Argentina | 6  | 11 | 11 | 28    |
| 3     | Brasil    | 6  | 9  | 4  | 19    |
| 4     | Equador   | 5  | 3  | 4  | 12    |
| 5     | Colômbia  | 5  | 1  | 3  | 9     |
| 6     | Peru      | 5  |    | 3  | 8     |
| 7     | Uruguai   | 1  | 1  | 2  | 4     |
| 7     | Chile     | 1  |    | 3  | 4     |
| 9     | Paraguai  |    | 1  | 1  | 2     |
| TOTAL | TOTAL     | 39 | 39 | 39 | 117   |